# The Strong Survive
The Strong Survive è il settimo album in studio del gruppo white power rock inglese Skrewdriver, pubblicato nel 1990.
A causa di un errore di stampaggio, la traccia 4, In the Wasteland, è stata omessa dalla versione in vinile, ma il titolo è stato stampato sulle copertine dell'LP. Comunque, è finita sulla versione CD.

## Tracce
Testi e musiche di Stuart, tranne ove indicato.
1. The Strong Survive (Stuart, Stigger)
2. Voice of Evil
3. From the Land (Stuart, Stigger)
4. In the Wasteland
5. Stand Proud (Stuart, Stigger)
6. Paranoid (Iommi, Osbourne, Butler, Ward)
7. Hail and Thunder
8. Backstabber
9. United (Tipton, Halford, Downing)
10. Warzone
11. Shining Down
12. Mist on the Downs (Stuart, Stigger)

## Formazione
- Ian Stuart - voce
- Stigger - chitarra, pianoforte
- Jon Hickson - basso
- John Burnley - batteria